# Biossido di titanio
Il biossido di titanio (o ossido di titanio(IV) o diossido di titanio) o E171, nella codifica europea degli additivi alimentari, noto anche come titania se sintetico, è un composto chimico che si presenta sotto forma di polvere cristallina incolore, tendente al bianco; ha formula chimica TiO2.
Il TiO2 in natura è presente in cinque forme cristalline diverse: il rutilo, l'anatasio, la brookite e i due polimorfi di altissima pressione (per impatto da meteoriti) akaogiite e TiO2II, che possono essere colorate a causa di impurità presenti nel cristallo. Il rutilo è la forma più comune: ciascun atomo di titanio è circondato ottaedricamente da sei atomi di ossigeno; l'anatasio ha struttura tetragonale, più allungata rispetto a quella del rutilo, mentre la brookite ha struttura ortorombica.

## Produzione
Ci sono tre processi per ottenerlo puro. Nel processo al cloruro il rutilo, TiO2, viene scaldato con cloro e carbon coke a 900 °C, con formazione di tetracloruro di titanio (TiCl4), che è volatile e può così essere separato da ogni impurezza. La reazione che avviene è la seguente:
{\displaystyle {\ce {TiO2 + 2 C + 2 Cl2 -> TiCl4 + 2 CO}}}
Il TiCl4 viene riscaldato con O2 a 1.200 °C; si forma TiO2 puro e Cl2, che viene riutilizzato. La reazione che avviene è:
{\displaystyle {\ce {TiCl4 + O2 -> TiO2 + 2 Cl2}}}
Nel processo al solfato, l'ilmenite, FeTiO3, viene digerita con acido solforico concentrato: si formano solfato ferroso, solfato ferrico (rispettivamente FeSO4 e Fe2(SO4)3) e solfato di titanile TiO · SO4. La massa è lisciviata con acqua e ogni materiale viene rimosso.

Lo ione ferrico (Fe3+) in soluzione viene ridotto a ferroso (Fe2+), usando limatura di ferro, e quindi FeSO4 viene cristallizzato per evaporazione sotto vuoto e raffreddamento. La soluzione di TiOSO4 viene idrolizzata mediante ebollizione e la soluzione viene seminata con cristalli di rutilo o anatasio.
Un altro metodo è costituito dal trattamento del minerale ridotto in polvere con carbonato di potassio e acido fluoridrico acquoso, in modo da formare l'esafluorotitanato (IV) di potassio K2[TiF6], un sale che può essere facilmente separato dalle scorie perché solubile in acqua in opportune condizioni di temperatura. L'aggiunta di ammoniaca alla soluzione determina la precipitazione di un ossido ammoniacale che, per calcinazione in un crogiolo di platino, rigenera il diossido.

## Usi
Il biossido di titanio per il suo alto indice di rifrazione è usato principalmente come pigmento bianco nelle vernici, nelle materie plastiche e nel cemento da costruzione e come opacizzante per le vernici colorate; per tale ragione, viene anche comunemente chiamato "bianco di titanio".
Le vernici fatte con il biossido di titanio sono eccellenti riflettenti della radiazione infrarossa e sono quindi usate estensivamente dagli astronomi. Esso ha sostituito i pigmenti usati precedentemente, quali il bianco di piombo, il solfato di bario e il solfato di calcio. Rispetto ai composti di piombo ha maggiore potere coprente, non è tossico e non annerisce se esposto all'acido solfidrico. È usato anche come carica nelle materie plastiche e nella gomma, come opacizzante nella carta e nelle fibre tessili e nei materiali ceramici per aumentare la resistenza agli acidi.
Il biossido di titanio inoltre è un noto catalizzatore in grado di degradare per ossidazione numerosi composti organici. Sfruttando questa proprietà si possono ottenere materiali che, per mezzo dell'attivazione dalla luce solare, siano in grado di distruggere i composti organici depositati su di essi. Questa proprietà potrebbe potenzialmente portare allo sviluppo di una nuova classe di materiali dotati di proprietà autopulenti e disinquinanti. Il biossido di titanio nella forma anatasio è già in uso come degradante di sostanze tossico-inquinanti in un centro in Spagna. Esposte, infatti, alla luce le molecole del biossido di titanio catalizzano l'ossidazione di residui organici (sporcizia, depositi dell'inquinamento e microorganismi di vario genere) in acqua e diossido di carbonio. Alcune ricerche dimostrano che catalizzatori prodotti col biossido di titanio permetterebbero l'estrazione di idrogeno da una soluzione acquosa, se sottoposta a luce solare; ne risulterebbe un metodo estremamente economico ed ecologico per una futura economia all'idrogeno.
Il biossido di titanio è poi utilizzato nella cosmesi come colorante, identificato dal Color Index: CI77891, e come filtro solare identificato dall'INCI: TITANIUM DIOXIDE.
In quest'ultima applicazione viene utilizzato anche in forma nano, cioè con particelle o aggregati di particelle con almeno una dimensione inferiore a 100 nm. Le particelle nanometriche di biossido di titanio hanno la proprietà di filtrare la luce solare, assorbendo prevalentemente la componente UV della radiazione proveniente dal sole e risultando trasparenti alla luce visibile.
Sfruttando la superidrofilia del biossido di titanio, si stanno sperimentando alcuni vetri (e in particolari specchietti retrovisori) trattati con una "pellicola" di TiO2, che eliminerebbe il problema della rifrazione delle immagini a causa della goccia.
Per il prossimo futuro ci sono state delle sperimentazioni come alla Monash University di Melbourne in Australia per vestiti autopulenti in particolari fibre che tramite nanoparticelle in biossido di titanio, che si sono rivelate degli ottimi fotocatalizzatori pulendo gli indumenti dallo sporco e da agenti patogeni.

### Nanotubi di biossido di titanio (TNT)
I nanotubi di biossido di titanio si ottengono tramite l’anodizzazione del metallo. Il processo consiste in una reazione di ossido-riduzione che trasforma lo strato superficiale del titanio in un ossido nanometrico che cresce sotto forma di nanotubi. Non viene quindi variata la composizione chimica del metallo per tanto l’anodizzazione può così essere considerata una tecnica per funzionalizzare la superficie.
Per ottenere questo tipo di struttura tubolare è fondamentale usare elettroliti a base di floruri perché questi distruggono l’ossido solo in alcuni punti permettendo la crescita altrove. Questo processo, in funzione della tensione di cella utilizzata, si autoregola nel creare un equilibrio tra la distruzione dell’ossido e la sua crescita creando nanotubi di diametro che arriva fino alle decine di nm.
I TNT trovano largo impiego nell’ambito dell’ingegneria tissutale per esempio come scaffold, come biosensori o per il drug delivery.
Notevoli sono i vantaggi offerti da queste nanostrutture:
- Elevata area superficiale, maggiore rispetto ai semplici film compatti. Questo permette di sfruttare al meglio l’indice di rifrazione del materiale. Inoltre sono disponibili una maggior quantità di atomi in superficie che potenzialmente possono interagire con altre molecole dell’ambiente circostante.
- Connessione elettrica quasi perfetta perché i nanotubi crescono perpendicolarmente al substrato. Si ha quindi un rapido trasporto di elettroni tra superficie e substrato.
- Buona stabilità meccaniche perché la struttura nano tubolare è fortemente auto-organizzata.
- Possibilità di veicolare sostanze o crescita cellulare. Queste funzioni si possono ottenere anche staccando i nanotubi dal substrato. La crescita cellulare avviene se è presente una certa rugosità superficiale, ottenibile tramite i parametri di processo. Una dimensione di circa 20 nm permette una buona crescita cellulare.
- Biocompatibilità migliore rispetto ai film.
- Buona adesione dei nanotubi al substrato perché si ottengono senza modificare la composizione del materiale.
- Possibilità di funzionalizzazione superficiale immobilizzando biomolecole.

In base alla reazione biologica sviluppata dal tessuto nei confronti dei biomateriali, con cui i nanotubi sono in contatto, questi possono venir classificati in: biotolleranti, bioinerti e bioattivi. Questi ultimi si suddividono in osteoconduttori e osteoproduttivi.

#### Tnt per la rigenerazione ossea
Il titanio è uno dei materiali maggiormente utilizzati per l’osteointegrazione nonostante abbia una bassa bioattività. Questa proprietà però può essere migliorata modificando a livello micro-nanometrico la superficie del materiale realizzando strutture eterogenee molto simili al tessuto osseo.
Per ottenere la morfologia desiderata sul substrato di titanio si frutta l’incisione acida, realizzando una microstruttura superficiale. In questa viene fatta crescere la nanostruttura, i nanotubi di biossido di titanio ottenuti tramite ossidazione anodica, non si ha quindi una netta interfaccia tra substrato e nanotubi.
La struttura micro-nano ibrida, così ottenuta, si è dimostrata fondamentale nell’avvicinamento alle proprietà meccaniche dell’osso naturale e nell’accelerazione della formazione di apatite, permettendo quindi la proliferazione cellulare, la diffusione, l’espressione osteogenica.
Vari sono i vantaggi nell’utilizzare questa morfologia superficiale per la rigenerazione del tessuto osseo.
La superficie ottenuta dopo l’incisione al plasma e dopo l’anodizzazione presenta una struttura gerarchica formata da nanotubi di diametro circa pari a 70 nm uniformemente distribuiti sulla microstruttura della superficie. Quest’ultima è caratterizzata da fosse che vanno da 0,5-5 micron nella distanza da picco a picco e di circa 300 nm nella distanza da picco a valle.
Rugosità e idrofilia sono due fattori fondamentali che influenzano il comportamento degli osteoblasti. Queste proprietà vengono notevolmente migliorate rispetto ad una superficie liscia. Incisione acida e anodizzazione permettono di trasformare la superficie da liscia e idrofobica a rugosa e idrofilica. Si migliora la biocompatibilità grazie all’aumento dell’area superficiale e alla presenza di gruppi ossidrili, OH, indotti sulla superficie del titanio a seguito dell’incisione al plasma e dell’anodizzazione.
I gruppi OH migliorano la bioattività perché reagiscono con gli ioni OH- dei fluidi biologici creano in superficie un gruppo funzionale TiO-. Questo carico negativamente è attratto da ioni calcio, Ca2+, contenuti nel fluido biologico. Si crea così in superficie un composto Ti-O-Ca, carico positivamente che attrae il gruppo fosfato negativo, HPO4 2-. Si forma così la fase finale dell’apatite sulla superficie di titanio.
La struttura gerarchica superficiale in esame permette di avvicinarsi a valori di rigidità e di resistenza all’usura più simili a quelli dell’osso. Le proprietà meccaniche sono importanti sia durante l’utilizzo dell’impianto per rigenerare l’osso sia durante la fase dell’inserimento nel corpo perché sicuramente sarà sottoposto a stress. Una bassa resistenza all’usura non è gradita perché porta ad una dissoluzione del titanio compromettendo la guarigione del tessuto. I bassi coefficienti d’attrito sono dovuti all’aumento dello spessore di ossido durante l’incisione acida e l’anodizzazione, il quale agisce come lubrificante solido. L’abbassamento del modulo di Young, E, più vicino a quello dell’osso permette di risolvere i problemi di disallineamento meccanico. La rigenerazione ossea è anche resa possibile dalla struttura porosa superficiale che permette la crescita dell’osso all’interno, un miglior ancoraggio per la fissazione biologica e il trasferimento di sollecitazioni dalla struttura all’osso. Si raggiunge così una buona osteointegrazione e stabilità a lungo termine.
La capacità di rigenerare il tessuto tramite la micro-nanostruttura presa in esame viene nettamente migliorata rispetto ad una superficie liscia.

## Tossicologia
Il biossido di titanio è considerato praticamente non tossico con la LD50 ricavata nei test di tossicità acuta superiore 2000 mg/kg peso corporeo. Il massivo utilizzo del biossido di titanio come pigmento, filtro solare, fotocatalizzatore e semiconduttore, in particolare anche in nuove forme di nanomateriale, ha imposto una continua revisione del suo impatto sulla salute e sull'ambiente.
Per il suo utilizzo topico, tuttora sono in corso ricerche e dibattiti circa la possibilità che le polveri del biossido di titanio possano penetrare anche attraverso la cute sana, entrando nel circolo sanguigno. Questo genere di ricerche sono state sviluppate soprattutto di recente, a seguito dell'approfondimento scientifico sulle cosiddette nanopatologie, cioè le malattie causate dall'esposizione e successiva persistenza nell'organismo animale (quindi anche umano) di particelle inorganiche tanto piccole da non poter essere eliminate, e potenzialmente in grado di provocare processi infiammatori che degenerano, talvolta, in neoplasie.
Il Comitato scientifico per la sicurezza dei consumatori ha valutato questi rischi per l'ossido di titanio come ingrediente nei cosmetici, considerando sicuro il suo utilizzo in forma nano come filtro solare, introducendo però restrizioni per la forma anatasio nanodimensionale che non deve superare il 5% .
Per la stessa fotoreattività che lo rende utilizzabile nella depurazione delle acque, il suo utilizzo come filtro solare nelle zone balneari è fonte di preoccupazione per i potenziali danni che può arrecare al sistema marino.
L'International Agency for Research on Cancer ha classificato il biossido di titanio come cancerogeno di classe 2b per gli umani se inalato.
Come additivo alimentare (colorante) è identificato dalla sigla E 171, e la sua «innocuità sul potenziale cancerogeno non è ancora stata stabilita». Tuttavia, la dose giornaliera accettabile ufficialmente stabilita è attualmente «senza limiti» per JECFA e «non quantificabile» (in mancanza di NOEL) per SCF.   A maggio 2021, il gruppo di esperti dell'Autorità Europea per la Sicurezza Alimentare (EFSA), nel valutare la sicurezza del biossido di titanio (E171) come additivo alimentare, ha concluso che non si poteva escludere un problema di genotossicità.  Il 14 gennaio 2022 la Commissione Europea ha vietato l'uso del biossido di titanio (E 171) come colorante alimentare bianco.
Nell'ambito dei regolamenti dell'Unione europea a fine maggio 2016 è stata ufficialmente attivata la procedura di “Proposta di classificazione ed etichettatura relativa al processo di armonizzazione” per il biossido di titanio come cancerogeno 1B con frase di rischio  H350i. La proposta avviata dalla Agence nationale de sécurité sanitaire de l'alimentation, de l'environnement et du travail francese nel 2014 potrebbe dopo 18 mesi di consultazione (novembre 2017) comportare l'adozione di restrizioni specifiche nell'utilizzo del biossido di titanio, specie in forma nano. Dall'8 febbraio 2020 è classificato nella UE come cancerogeno classe 2, cioè sospetto cancerogeno per inalazione. La norma europea impone al biossido di titanio, in polvere contenente ≥ 1 % di particelle con diametro aerodinamico ≤ 10 µm, la frase di rischio H351 (inalazione). Impone inoltre l'obbligo di apporre l’etichetta dell’imballaggio delle miscele liquide contenenti ≥ 1 % di particelle di biossido di titanio di diametro aerodinamico pari o inferiore a 10 µm con l'indicazione:
EUH211: “Attenzione! In caso di vaporizzazione possono formarsi goccioline respirabili pericolose. Non respirare i vapori o le nebbie.”
L’etichetta dell’imballaggio delle miscele solide contenenti ≥ 1 % di particelle di biossido di titanio deve recare la seguente indicazione:
EUH212: “Attenzione! In caso di utilizzo possono formarsi polveri respirabili pericolose. Non respirare le polveri.”
Inoltre, l’etichetta dell’imballaggio delle miscele liquide e solide non destinate alla vendita al pubblico e non classificate come pericolose che sono etichettate con l’indicazione EUH211 o EUH212 deve recare l’indicazione EUH210.»
Al 2025 la presenza del biossido di titanio è stata rivelata come ubiquitaria e rilevata nel latte animale, nel latte materno e in quello di produzione industriale.

## Saggi di riconoscimento
È possibile riconoscere il diossido di titanio col metodo della fusione alcalina. Si prende un campione di TiO2 in polvere e lo si mescola in rapporto 1:1 con bisolfato di potassio in forma solida; si fa quindi riscaldare la miscela solida su fiamma con l'ausilio di un coccio termoresistente fino a fusione (le due sostanze hanno un punto di fusione molto differente; con l'ausilio di una spatola da laboratorio si mescola la fase solida di TiO2 altofondente con la fase liquida di KHSO4 bassofondente per velocizzare ed ottimizzare il processo). Una volta fatta raffreddare la miscela si riprende con HCl diluito e si filtra il tutto. Il saggio va eseguito sul filtrato a cui si aggiungono poche gocce di H2O2; se compare una colorazione giallo-arancione il test è positivo. È inoltre termocromico come l'ossido di zinco, assumendo una colorazione gialla per calore che scompare per raffreddamento.